# エアハンドリングユニット
エアハンドリングユニット（Air Handling Unit）とは、外部熱源設備から供給される冷水・温水・蒸気等を用いて、空気の温度・湿度を調節して部屋へ供給する、比較的大きな一体型の空気調和機である。略称はエアハンもしくはAHU。　エアフィルター・熱交換器・加湿器・送風機（ファン）を金属のケーシングに収めている。専用の機械室に設置され、ダクトで各部屋からの還気や外気を取り入れ、ダクトで各部屋に送風されるのが一般的である。

## 用途
次のような熱輸送方式で用いられる。
- 全空気熱輸送方式 - 劇場・大規模店舗など在室人数の多い大空間で外気取り入れ量を多くしたい場合。クリーンルーム・特殊機械室など水配管を避けたい用途。
- 水・空気熱輸送方式 - 外気取り入れのための外気調和機として。

## 分類
- 標準形エアハンドリングユニット
- コンパクト形エアハンドリングユニット
- ターミナル形エアハンドリングユニット
- システム形エアハンドリングユニット
- 特殊用途形エアハンドリングユニット

## 主な 製作メーカー
- 新晃工業
- ダイキン工業
- 三菱重工業
- 東芝
- クボタ
- 木村工機
- 暖冷工業
- ニッシン工業
- 昭和鉄工